# Slow Down (песня Селены Гомес)
Slow Down (с англ. — «Замедли») — песня американской актрисы и певицы Селены Гомес, выпущенная в качестве второго сингла с её дебютного сольного альбома Stars Dance. Была выпущена 3 июня 2013 года путём цифровой дистрибуции во время предзаказа пластинки. Hollywood Records отправило песню на радио в качестве последнего сингла с альбома лишь 13 августа. Продюсерами стали The Cataracs и Дэвид Куцио. В композиции присутствуют элементы электронной танцевальной музыки. В песне поётся о замедлении жизни, о жизни в одном магическом моменте на танцполе.
Музыкальные критики высказали смешанные отзывы о песне, отметив, что песня притягивает и хорошо спродюсирована, подметили влияние электронной танцевальной музыки. У сингла были неплохие позиции в чартах, в частности, в Бельгии песня достигла второй строчки, и двадцатого места в России и Южной Корее. В Соединённых Штатах песня получила платиновый статус, разойдясь тиражом более 1 миллиона копий по всей стране. В чарте поп-композиций сингл попал в первую десятку, достигнув седьмой позиции.
Клип на песню был спродюсирован Филиппом Эндельманом и снят в Париже, Франция. В видео Селена едет в машине, танцует в клубе и гуляет по улицам города. Также есть множество живых выступлений с песней, включая Good Morning America, The Tonight Show With Jay Leno, Late Night With David Letterman и в Великобритании на передаче Surprise, Surprise. Композиция исполнялась как заключительная на её концертах в туре Stars Dance Tour.

## Написание и релиз
3 июня 2013 года, во время своего чата на YouTube Селена сообщила, что её новый альбом будет называться Stars Dance, а также представила обложку и трек-лист. Во время чата Гомес также объявила о релизе второго сингла — Slow Down, и сказала, что он будет доступен вместе с предзаказом пластинки. 13 августа 2013 года песня была отправлена на радиостанции, и на той же неделе мини-альбом ремиксов был выпущен на Amazon.com. 6 сентября мини-альбом с песнями «Lover In Me» и «I Like It That Way», а также с ремиксом Come & Get It был выпущен на iTunes в некоторых странах, включая Бразилию, Вьетнам и Норвегию. В Великобритании сборник вышел 8 декабря.
Песня была написана Линдой Роббинс, Джулией Мишель, The Cataracs, Дэвидом Куцио и Фредди Векслером, спродюсирована The Cataracs и Куцио.

## Восприятие

### Оценки критиков
Эндрю Хамп из Billboard назвал трек «песней для пенных вечеринок, псевдо-дабстепом» и «не слишком непослушной для Диснея». Кэри Ганз из Rolling Stone отметила, что продюсеры Гомес «наконец-то дали ей жесткие биты» и что «эта песня созрела для ремиксов». Август Браун из Los Angeles Times писал, что «песня подобрана под сегодняшнюю поп-электронную моду, но в целом очень притягательна».

### Позиции в чартах
После релиза и предзаказа альбома Stars Dance трек занял хорошие позиции в чартах по всему миру. В Австралии песня заняла 91 место, а Австрии в течение двух недель была на 71. В Billboard Hot 100 песня заняла 27 строчку. В июле 2015 года сингл получил платиновую сертификацию в США.

## Видеоклип
Видео на песню снимали в Париже в мае 2013 года. Оно стало доступно онлайн 19 июля 2013 года, и позже Селена загрузила его на свой аккаунт на VEVO. Машина, в которой едет Гомес в туннеле в начале клипа, напоминает место аварии и гибели Принцессы Дианы. В клубе Селена вместо с танцорами освещается неоновыми огнями, танцует, а также гуляет по улице.

##### Мнения о клипе
Блогер MuchMusic отметил, что клип похож на ранние работы Бритни Спирс, Джанет Джексон и Дженнифер Лопез.

## Награды и номинации
| Год  | Премия                | Категория         | Номинант  | Результат |
| ---- | --------------------- | ----------------- | --------- | --------- |
| 2013 | PopCrush Awards       | Лучшая песня лета | Slow Down | Номинация |
| 2013 | World Music Awards    | Лучшая песня      | Slow Down | Номинация |
| 2013 | World Music Awards    | Лучшее видео      | Slow Down | Номинация |
| 2013 | J-14 Teen Icon Awards | Клип иконы        | Slow Down | Номинация |
| 2014 | Vevo Certified Awards | 100.000.000 Views | Slow Down | Победа    |

## Список композиций
| - Обычный EP 1. «Slow Down» — 3:30 2. «Lover in Me» — 3:28 3. «I Like It That Way» — 4:11 4. «Come & Get It» (Cosmic Dawn Club Remix) — 6:28 - Альбом ремиксов — EP 1. «Slow Down» (Chew Fu Refix) — 5:48 2. «Slow Down» (Danny Verde Remix) — 6:49 3. «Slow Down» (Djlw Remix) — 6:56 4. «Slow Down» (Jason Nevins Remix) — 5:54 5. «Slow Down» (Smash Mode Remix) — 5:21 - Reggae remixes 1. «Slow Down» (Sure Shot Rockers Reggae Remix) — 7:15 2. «Slow Down» (Sure Shot Rockers Reggae Radio Edit) — 3:38 3. «Slow Down» (Sure Shot Rockers Reggae Dub Remix) — 3:16 | - Промодиск 1. «Slow Down» (Chew Fu Refix) — 5:47 2. «Slow Down» (Danny Verde Remix) — 6:48 3. «Slow Down» (Djlw Remix) — 7:10 4. «Slow Down» (Jason Nevins Remix) — 6:00 5. «Slow Down» (Smash Mode Remix) — 5:22 6. «Slow Down» (Paolo Ortelli & Luke Degree Remix) — 6:11 7. «Slow Down» (Enrry Senna Remix) — 6:37 8. «Slow Down» (Razor N Guido Remix) — 7:20 9. «Slow Down» (Mike Cruz Remix) — 6:30 10. «Slow Down» (Silver A Remix) — 4:35 11. «Slow Down» (Ryan Kenney Remix) — 6:04 12. «Slow Down» (Sure Shot Rockers Reggae Remix) — 7:16 |